# Automatically Tuned Linear Algebra Software
Automatically Tuned Linear Algebra Software (ATLAS) — программная библиотека для линейной алгебры. Она представляет собой реализацию BLAS для языков Си и Фортран.
ATLAS рекомендуется как высокопроизводительная реализация BLAS для различных платформ. Хотя существуют более оптимизированные библиотеки для специфических платформ (например, Sun Performance Library для Solaris/SPARC и Solaris/x86), часто ATLAS является единственной реализацией BLAS для новых платформ. По этой причине, ATLAS часто используется для сравнения производительности на разных платформах.
ATLAS работает на большинстве систем UNIX и в Microsoft Windows через Cygwin. Она выпущена по лицензии BSD и используется во многих известных приложениях, включая MATLAB, Scilab, Mathematica и GNU Octave.

## Функциональность
ATLAS представляет полную реализацию BLAS API с добавлением функций из LAPACK, высокоуровневой библиотеки на основе BLAS.